# Promegateri
Els promegateris (Promegatherium) són un gènere extint de mamífers pilosos de la família dels megatèrids que visqueren a Sud-amèrica durant el Miocè superior, fa entre 6,8 i 9 milions d'anys. Se n'han trobat restes fòssils a la província argentina d'Entre Ríos. Les espècies d'aquest grup eren animals terrestres de dieta herbívora. La mandíbula conservava una símfisi poc prolongada i la branca horitzontal no era gaire profunda. La branca ascendent estava inclinada cap enrere i cobria l'última dent molar. El nom genèric Promegatherium significa ‘abans de Megatherium’.